# Bartha Andrea
Bartha Andrea (Budapest, 1961–) díszlet-és jelmeztervező, képzőművész.

## Életpályája
Budapesten született. San José de Costa Rica Universidad de Costa Rica egyetemén kezdte festészeti, illetve művészettörténeti tanulmányait. Párhuzamosan a Teatro Nacional de Costa Rica alkalmazta díszletfestőként, majd tervezőként. Mozgásművészeti tanulmányait a Compañia de Danza de Costa Rica társulatánál kezdte. Budapesten az ELTE Bölcsészettudományi Karán folytatta tanulmányait; művészettörténet–esztétika szakon diplomázott, majd posztgraduális  tanulmányokat folytatott színháztörténeti és színházelméleti tárgykörben. A színházi látvány témájához kapcsolódóan publikációi jelentek meg, mint például kortárs képzőművészek színpadi tervezéseit taglaló cikke a Magyar Építőművészet című folyóiratban vagy Kéméndy Jenő munkásságát ismertető  cikksorozata a Színháztechnikai Fórumban. Színpadi látvány a századelőn című kiadványa az Országos Színháztörténeti Múzeum és Intézet gondozásában jelent meg (1990).
Elméleti tanulmányai mellett nem hagyott fel a képzőművészettel, sem a mozgásművészettel, érdeklődése az alternatív színházi, táncszínházi, illetve multimediális kísérletek felé fordult. Több magyar, illetve külföldi csoport gyakorlati munkájában vett részt táncosként, színészként vagy tervezőként. Egykori újhullámos zenekarok imázsáért is felelős (például Napoleon Boulevard, Kentaur). A Pankrátor Balett Akció Csoport egyik alapító tagja, amely számos multimédiás performance, happening létrehozója volt a 80–90’-es évek fordulóján.
1991 óta elsősorban színpadi tervezőként ismert, számos magyar, illetve külföldi (Nagy-Britannia, Csehország, Dánia, Svédország, Szlovákia) színháznak dolgozott. Tervezéseinek száma száz felett van. Rendszeres munkatársa volt Alföldi Róbert, Eszenyi Enikő, Marton László rendezéseinek. Megkapta az X. Országos Színházi Találkozó díját a legjobb jelmezért (Leonce és Léna Budapesti Kamaraszínház). A  Magyar Színikritikusok Díját kapták a következő tervezései: Heilbronni Katica (Vígszínház 1993), Mesél a bécsi erdő (Pesti Színház 1994), A sirály (Budapesti Kamaraszínház 1996), Az olasz szalmakalap (Vígszínház 1997). 2003-ban a Szlovák Színikritikusok Díját, a DOSKY-t kapta a legjobb jelmezért, illetve a legjobb díszletért (Három nővér Divadlo Andrea Bagara – Nitra). Többször jelölést kaptak  tervezései itthon és külföldön. Külön említést érdemelnek innovatív tervezései Shakespeare-adaptációkhoz. Cameron Mackintosh felkérésére több országban is (Dánia, Svédország, Fülöp-szigetek, Magyarország) úgynevezett „non-replika” jelmezeket tervezett a Miss Saigon című musicalhez. Frank Wildhorn kérte fel Carmen című musicalje  ősbemutatójának látványtervezésére Prágában (Hudební Divadlo Karlín 2008). 2010-ben Elton John Aida c. musicaljének új változatán dolgozott Gabriel Barre rendezővel.
Számos csoportos kiállításon vett részt tervezőként, 2004-ben önálló tervezői kiállítása volt JEL/MEZEK-DE/SIGNS címmel.
Képzőművészként továbbra is aktív.

## Legfontosabb tervezései 2009–1991

### Próza
- Cseresznyéskert Vígszínház 2007
- Romeo és Júlia Új Színház 2006, Szegedi Nemzeti Színház 1999
- A lónak négy lába van Pesti Színház 2005
- Stuart Mária Pesti Színház 2005
- De Sade márki 120 napja (ősbemutató) Bábszínház 2005
- Három Nővér Új Színház 2004, Divadlo Andrea Bagara – Nitra 2003
- Tévedések vígjátéka Vígszínház 2004, Prágai Nemzeti Színház 2000
- Az orleansi szűz Zalaegerszegi Hevesi Sándor Színház 2002
- Shopping and Fucking Thália Stúdió 2002
- Macbeth Tivoli Színház 2001, Vígszínház 1995
- Hamlet Divadlo Andrea Bagara – Nitra 2001
- Szentivánéji Álom Szegedi Nemzeti Színház 2001
- Figaro házassága Tivoli Színház 2000
- Sok hűhó semmiért Prágai Nemzeti Színház 1999, Vígszínház 1999
- A vágy villamosa Tivoli Színház 1999
- A vihar Vígszínház 1999
- Haramiák Budapesti Kamaraszínház 1998
- A velencei kalmár Tivoli Színház 1998
- A sirály Budapesti Kamaraszínház 1997
- Ahogy tetszik Pozsonyi Nemzeti Színház 1996
- Baal Vígszínház 1995
- Mesél a bécsi erdő Pesti Színház 1994
- Heilbronni Katica Vígsátor 1993
- Leonce és Léna Budapesti Kamaraszínház 1991

### Zenés, musical, opera
- Tavaszébredés (Spring Awakening) (non-replica) Nyugati Teátrum/Operett Színház 2009
- Carmen! (ősbemutató) Hudební Divadlo Karlín 2008
- A csárdáskirálynő Hudební Divadlo Karlín 2007
- Oltári fiúk (non-replica) Thália Színház/Operett Színház 2007
- Mária evangéliuma Margitszigeti Szabadtéri Színház 2006
- Miss Saigon (non-replica) Győr 2004, Manila 2000, Stockholm 1998, Koppenhága 1996
- Attila Margitszigeti Szabadtéri Színház 2004
- Sweet Charity Operett Stúdió 2003
- Kabaré Operett Stúdió 2002
- Az utolsó öt szín (ősbemutató) Magyar Állami Operaház 2000
- Olasz szalmakalap Vígszínház 1997
- Valahol Európában (ősbemutató) Operett Színház 1995
- My Fair Lady Békéscsabai Jókai Színház 1993
- West Side Story Vígszínház 1992

## Külső hivatkozások
- Bartha Andrea honlapja
- Bartha Andrea a PORT.hu-n
- Bartha Andrea on Artportal
- Bartha Andrea on Artnet
- Hudební Divadlo Karlín Archiválva 2010. február 9-i dátummal a Wayback Machine-ben
- Frank Wildhorn.com
- Carmen Archiválva 2010. március 24-i dátummal a Wayback Machine-ben
- Andrea Bartha on Broadwayworld.com
- www.playbill.com
- www.theatre.sk
- www.dab.sk
- www.festivaltheatre.cz

1. ↑  PIM-névtér-azonosító. (Hozzáférés: 2020. június 2.)